# Número defectivo
Os números defectivos (em latim, numeri diminutivi) são aqueles em que a soma dos seus divisores próprios é menor do que esse número. Por exemplo, 10 é um número defectivo, porque os divisores próprios de 10 são 1, 2 e 5, cuja soma é 1+2+5 = 8 < 10.
Em matemática, um número defectivo (número defetivo) ou número deficiente é um inteiro n para o qual σ(n) < 2n. A função σ(n) é a função divisor: a soma de todos os divisores positivos de n, incluindo o próprio n. O valor 2n − σ(n) é a defectividade de n.
Exemplo: 15 > 1 + 3 + 5 = 9
Os números defectivos foram introduzidos por Nicomachus na Introductio Arithmetica (cerca do ano 100). Os primeiros são: 1, 2, 3, 4, 5, 7, 8, 9, 10, 11, 13, … (sequência A005100 na OEIS).
Um número que não é defectivo pode ser perfeito (quando a soma dos divisores próprios é igual a ele)ou abundante (quando a soma excede o número).
Existem infinitos números defectivos pares e números defectivos ímpares. Por exemplo, todos os números primos, suas potências e todos os divisores próprios dos números defectivos e dos números perfeitos são defectivos.